# Lightning (Final Fantasy)
Claire Farron (エクレール・ファロン?, Ekurēru Faron), meglio conosciuta come Lightning (ライトニング?, Raitoningu), è la protagonista dei videogiochi Final Fantasy XIII, Final Fantasy XIII-2 e Lightning Returns: Final Fantasy XIII e dei romanzi ad essi correlati.
Secondo un sondaggio svolto in Giappone, Lightning è il personaggio femminile della serie più amato dai fan

## Biografia

### Antefatti
Il padre di Lightning è morto quando era una bambina e sua madre è morta di una malattia sconosciuta quando aveva quindici anni. Con nessun altro familiare a cui rivolgersi, Lightning dovette crescere da sola la sorella Serah, di tre anni più giovane. Per superare il dolore della morte dei genitori e di diventare adulta più rapidamente possibile, ha cambiato il suo nome da Claire Farron a "Lightning".
Dopo il diploma entra a far parte del Corpo di Guardia dove raggiunge il grado di sergente. Tuttavia, in questi ultimi anni a causa del suo lavoro trascura un po' la sorella Serah.

### Final Fantasy XIII Zero: Promise
Lightning, soldatessa del Corpo di Guardia di Bodhum, conosce il NORA e il loro leader ed attuale fidanzato di Serah, Snow Villiers, il quale non è particolarmente simpatico alla ragazza.Pensando che la sorella si sia avvicinata a Snow poiché non aveva mai ricevuto le sue attenzioni, progetta una vacanza lontano da Bodhum per il suo compleanno. Mentre è al centro commerciale per un giro di ricognizione incontra per la prima volta Hope Estheim e la madre.
Quattro giorni dopo viene contattata da Rygdea e Fang che stanno cercando Vanille e le chiedono informazioni.
Al Festival dei fuochi d'artificio di Bodhum, Lightning viene a conoscenza di un incidente al vestigio di Pulse, ma Amodar, la avverte di non indagare.
Il giorno del compleanno di Lightning, Serah rivela che è diventata un l'Cie e che vuole sposare Snow, ma la sorella pensa che la stia prendendo in giro.
Quando il Sanctum annuncia che è stato ritrovato un fal'Cie nella città di Bodhum, Lightning capisce che Serah diceva la verità e decide così di offrirsi volontaria per l'epurazione al fine di raggiungere la sorella.

### Final Fantasy XIII
Con il suo alleato Sazh Katzroy, Lightning raggiunge il Vestigio di Pulse. Qui incontra Snow, Hope e Vanille che sono accorsi in aiuto di Serah, la quale dopo aver parlato con la sorella si trasforma in un cristallo. Il gruppo affronta e distrugge il fal'Cie Anima che prima di morire marchia tutti come l'Cie.
Al Lago Bersah, Lightning decide di distruggere il Fal'cie Eden abbandonando momentaneamente la sorella e Snow.
Nelle Cime Abiette dove dopo aver comunicato al resto del gruppo il suo obbiettivo prosegue il suo viaggio con Hope.
Ben presto Lightning perde la pazienza e appena prima di lasciare Hope appare il suo esper Odino. Dopo averlo sconfitto insieme, decide di proseguire con il ragazzo.
Raggiunta la foresta di Gapra, Hope decide di proseguire per primo e racconta a Lightning della sua decisione di uccidere Snow, il responsabile della morte di sua madre. A Palumpolum, Lightning si accorge che gli esseri umani sono stati da sempre considerati dai fal'Cie come "animali domestici" e si rende conto di aver "costretto" Hope a combattere per vendetta..
Lightning racconta a Hope del suo passato.Tornati in superficie, i soldati guidati da Yaag Rosch cercano di catturarli ma vengono salvati da Snow e Fang. Lightning vuole che Hope parli con Snow e quindi li lascia soli fuggendo con Fang. Tramite comunicatori wireless, le coppie decidono di incontrarsi a casa di Hope. Lightning cerca di parlare con Snow dei problemi di Hope ma a causa di un'interferenza cade la comunicazione.
Lightning capisce che Fang non è un semplice l'Cie come lei, ma una cittadina di Gran Pulse. Fang dice che lei e Vanille sono stati tramutate in cristalli secoli prima e che lei e Vanille sono le responsabili di tutto quello che sta accadendo.
Raggiunto il punto d'incontro Lightning si scusa con Snow per aver cercato di separarlo da Serah ma gli PSICOM cercano di catturarli.
Rygdea e la Cavalleria li portano in salvo sulla Lindblum, pilotata da Cid Raines.
Dopo aver saputo che Sazh e Vanille sono stati catturati raggiungono la Palamecia e incontrano il Primarca Dysley che si rivela essere il fal'Cie Barthandelus.
Dopo averlo sconfitto gli spiega che la loro missione è distruggere Cocoon.
Con un dirigibile raggiungono la Quinta arca e combattono contro Raines il quale si trasforma in cristallo. Proseguono su Gran Pulse e poi il gruppo si dirige su Eden. Dopo aver sconfitto Orphan, Lightning riabbraccia la sorella.

### Final Fantasy XIII Episode 1
Dopo gli avvenimenti di FFXIII, Lightning è convinta che la battaglia non sia finita: all'improvviso si ritrova in un luogo deserto, silezioso e oscuro.
Si accorge di essere ancora alla ricerca di qualcosa di importante.

### Final Fanatsy XIII-2: Frangment After Prayer & Wish
Lightning raggiunge un'antica città vicino al mare. Sulla spiaggia incontra Mog che la sfida in "duello" ma viene sconfitto. Lightning decide di portarlo con sé. Il moguri le spiega che era stata trascinata nel Valhalla e che avrebbe trovato le risposte che cercava nel tempio della dea Etro. Mentre visitano la città incontrano Odino e dopo averlo sconfitto continuano il loro viaggio insieme: mentre percorre strada del tempio Lightning ha una visione che mostra il futuro.
Giunti al tempio Lightning decide di proseguire da sola ma è costretta a combattere contro Bahamut. Grazie all'aiuto di Mog riesce a vincere e a raggiungere la stanza della dea, distende la sua mano e per breve tempo diventa tutt'una con Etro vedendo attraverso i suoi occhi la sua storia.
Inoltre, Lightning e i suoi compagni l'Cie avevano commesso un enorme sbaglio uccidendo altri esseri umani durante l'epurazione; sentendosi responsabile per la loro morte decide di rimanere in Valhalla a difendere la Dea da Caius che, secoli dopo, avrebbe cercato di ucciderla e di distruggere il futuro. La Dea le dona una nuova armatura e dei poteri. A causa della sua scelta non avrebbe mai più rivisto la sorella Serah.

### Final Fantasy XIII-2
Lightning adesso è una guerriera di Valhalla, il regno del caos e ha il compito di proteggere il tempio della dea Etro. È dotata di grandi poteri, tali da renderla più simile ad una divinità che ad un essere umano. Dovrà combattere contro Caius Ballad, il quale cercherà di uccidere Etro per liberare la veggente Paddra Nsu-Yeul dalla sua "maledizione". Nel corso della sua battaglia con Caius, Noel Kreiss raggiunge il Valhalla e Lightning lo manda nell'anno 3DD per incontrare sua sorella Serah e viaggiare con lei nel tempo tentando di cambiare il futuro.
Lightning, sentendosi in colpa per il paradosso che ha causato la scomparsa di Squadra Blitz, appare sulle Cime Abiette incitando in modo indiretto la sorella e Noel a sconfiggere Odino Oscuro. Prima di lasciare questo luogo Serah riceve un suo messaggio.
Lightning compare nuovamente nello scenario "Nuova Bodhum 700 AF" dove incontra Serah, Noel e Mog dicendo che quel posto orribile appartiene ad un futuro che non è riuscita a salvare. Dopo averli messi al corrente del piano di Caius, Lightning affida a Noel e Serah il compito di fermare Caius nel regno mortale, mentre lei si occuperà di lui nel Valhalla.
Quando Noel e Serah raggiungono il Valhalla incontrano Caius e combattono contro di lui: quando scivolano in un baratro oscuro Lightning arriva il loro soccorso incitandoli a mantenere viva la speranza. Al culmine della battaglia Caius dice a Serah che Lightning è morta ma Noel si rifiuta di credergli: l'ultima scena del gioco mostra Lightning tramutata in un cristallo.
DLC
- Il Requiem della Dea

Mentre Lightning combatte contro Caius ha una visione che mostra la morte della sorella. Lungo il combattimento, compare l'anima della ragazza, intrappolata da Yeul, la quale incolpa Lightning per la morte di Serah, poiché è stata proprio lei a dire a Noel di portar lì sua sorella. Lo spirito di Serah le parla e le dice che non importa che sia morta quel che conta è che Lightning continui a sperare e non si dimentichi mai di lei; così Lightning si siede sul trono di Etro e il suo corpo si cristallizza. La scena coincide con quella mostrata nel finale del gioco, ma vi è un'ultima sequenza, accompagnata da un monologo che si chiude con le parole "Per ora è il sonno, sogni incessanti aspettando la fine dell'eternità. E, un giorno, mi risveglierò ancora", in cui i suoi piedi tornano a calpestare Pulse, seppur sia ormai diventato il Mondo Morente del 700DD.
- Operazione XIII-2

In questo episodio scaricabile Lightning combatterà al fianco di Amodar contro Serah e Noel.

### Lightning Returns: Final Fantasy XIII
Lightning si risveglia 500 anni dopo gli avvenimenti di FFXIII-2 e ricopre il ruolo di "Liberatrice" delle anime: è diventata più sarcastica nel tempo e necessariamente più forte, per poter superare le brutte cose accadute in passato; ora è una "vera guerriera" mentre prima era solo una ragazzina. Dunque essa è stata risvegliata dal Dio Bhunivelze, che appunto le affida il compito di salvare le anime prima della fine del mondo al tredicesimo giorno. Con l'andare avanti della storia Lightning si renderà conto che Dio l'ha solo usata per poter eliminare tutte le anime. Ella allora si oppone ad esso per ottenere la sua libertà, e quella dei suoi amici. Alla fine riuscirà a sconfiggerlo, soprattutto dopo essersi riunita con la parte di se stessa persa durante l'infanzia. La sua avventura finisce con l'arrivo di tutte le anime in un nuovo mondo, per poter cominciare una nuova vita.

### Final Fantasy XIII: Reminiscence - Tracer of memories
Una giornalista di nome Aoede sta svolgendo delle indagini per scoprire perché alcune persone hanno ricordi della loro vita precedente su Nova Chrysalia.
Dopo aver intervistato tutti i personaggi principali della saga e aver cercato Lightning ovunque, la giornalista riesce finalmente ad incontrarla su di un treno.
Aoede vorrebbe intervistarla ma lei rifiuta dicendole che deve scendere dal treno; la giornalista decide di non insistere perché pensa che la ragazza sia ancora sconvolta dagli avvenimenti passati.
Non appena Lightning scende dal treno Aoede la vede sorridere e capisce che la fanciulla ha ritrovato tutta la felicità e la serenità che aveva perduto dopo gli eventi del passato.

## Etimologia
- "Eclair" è una parola francese che significa "fulmine", ma indica anche il nome di una pasticceria; è per questo motivo che nelle versioni occidentali la protagonista è stata chiamata "Claire".
- "Claire" è un nome francese; si traduce come "chiara".
- "Farron" deriva dalla lingua gaelica e significa "tuono".

## Altre apparizioni
- Dissidia 012 Final Fantasy
- Final Fantasy XIV: A Realm Reborn
- Theatrhythm Final Fantasy
- Final Fantasy Airborne Brigade
- Final Fantasy All the Bravest
- Final Fantasy Trading Card Game